# Février 1855

## Événements
- En France, Eugène Rouher devient ministre de l'Agriculture, du Commerce et des Travaux publics, par lequel, pendant 8 ans, il aura en charge l'économie française, conjointement avec le ministère des Finances.

- 5 février : début du premier ministère libéral du Henry John Temple, vicomte Palmerston, Premier ministre du Royaume-Uni (fin en 1858). Palmerston, à la tête du nouveau parti libéral, reprend l’héritage des whigs en menant une politique conservatrice à l’intérieur et libérale à l’extérieur.

- 7 février : signature du Traité de Shimoda entre la Russie et le Japon. Sakhaline est déclarée indivise. Les Kouriles sont partagés entre Russes et Japonais.

- 15 février, Guerre de Crimée : naufrage de la Sémillante dans les Bouches de Bonifacio au large des Îles Lavezzi. Elle partait à destination de Crimée pour apporter des vivres et des renforts aux troupes françaises.

- 17 février : lancement à Brest du vaisseau à trois-ponts « Bretagne. »

- 17 février, Guerre de Crimée : victoire turque à la bataille d'Eupatoria.

## Naissances
- 13 février : Paul Deschanel, futur président de la République française.

## Décès
- 23 février : Carl Friedrich Gauss, mathématicien allemand